# AliExpress
AliExpress е уебсайт за онлайн търговия, собственост на китайската Alibaba Group.

## Описание
Уебсайтът е стартиран през 2010 г. и бързо става известен в целия свят. Към февруари 2021 стойността на платформата се равнява на 3,2 милиона евро. Самата компания не предлага стоки там, а се явява медиатор между отделните търговци. Именно поради тази причина потребителите понякога може да се сблъскат с некачествени стоки. В сравнение с конкурентните магазини обаче в AliExpress цените са много по-ниски.